# Marita Camacho Quirós
Marita del Carmen Camacho Quirós, född 10 mars 1911 i San Ramón, död 20 juni 2025 i San José, var Costa Ricas första dam åren 1962–1966.